# Тур ATP 2003
Світовий Тур ATP 2003 — елітний світовий тур тенісистів професіоналів, що проводиться Асоціацією Тенісистів Професіоналів (ATP) з грудня 2002 до листопада 2003 року. Тур включав чотири турніри Великого шлему, Фінал ATP, тур ATP Мастерс, ATP International Series Gold, ATP International Series.

## Розклад турнірів
Легенда
| Турнір Великого Шолому        |
| Фінал Туру ATP                |
| ATP Masters Series            |
| ATP International Series Gold |
| ATP International Series      |
| Командні змагання             |

### Січень
| Тиждень           | Турнір | Чемпіони                                       | Фіналісти                    | Півфіналісти                                                    | Чвертьфіналісти                                                      |
| ----------------- | --- | ---------------------------------------------- | ---------------------------- | --------------------------------------------------------------- | -------------------------------------------------------------------- |
| 30 грудня         | Hopman Cup Перт, Австралія ITF Mixed Team Championships Тверде (i) – 8 teams (RR)                                                                   | США 3–0                                        | Австралія                    | Вибули у груповому турнірі (Група A) Іспанія Узбекистан Бельгія | Вибули у груповому турнірі (Група B) Чехія Італія Словаччина         |
| 30 грудня         | AAPT Championships Аделаїда, Австралія ATP International Series $380,000 – Тверде Одиночний розряд – Парний розряд                                  | Микола Давиденко 6–2, 7–6(7–3)                 | Крістоф Вліген               | Ріхард Крайчек Адріан Войня                                     | Браян Вехели Альберто Мартін Маріано Сабалета Антоні Дюпюї           |
| 30 грудня         | AAPT Championships Аделаїда, Австралія ATP International Series $380,000 – Тверде Одиночний розряд – Парний розряд                                  | Джефф Кутзе Кріс Гаггард 2–6, 6–4, 7–6(9–7)    | Максим Мирний Джефф Моррісон | Ріхард Крайчек Адріан Войня                                     | Браян Вехели Альберто Мартін Маріано Сабалета Антоні Дюпюї           |
| 30 грудня         | 2003 Tata Open Ченнай, Індія ATP International Series $380,000 – Тверде Одиночний розряд – Парний розряд                                            | Парадорн Шрічапхан 6–3, 6–1                    | Кароль Кучера                | Хуан Ігнасіо Чела Жан-Рене Лінар                                | Гільєрмо Каньяс Томас Беренд Райнер Шуттлер Саргис Саргсян           |
| 30 грудня         | 2003 Tata Open Ченнай, Індія ATP International Series $380,000 – Тверде Одиночний розряд – Парний розряд                                            | Юліан Ноул Міхаель Кольманн 7–6(7–1), 7–6(7–3) | Франтішек Чермак Леош Фридль | Хуан Ігнасіо Чела Жан-Рене Лінар                                | Гільєрмо Каньяс Томас Беренд Райнер Шуттлер Саргис Саргсян           |
| 30 грудня         | 2003 Qatar Open Доха, Катар ATP International Series $1,000,000 – Тверде Одиночний розряд – Парний розряд                                           | Штефан Коубек 6–4, 6–4                         | Ян-Майкл Гембілл             | Михайло Южний Юнес Ель-Айнауї                                   | Роджер Федерер Фернандо Вісенте Фабріс Санторо Андреас Вінчігерра    |
| 30 грудня         | 2003 Qatar Open Доха, Катар ATP International Series $1,000,000 – Тверде Одиночний розряд – Парний розряд                                           | Мартін Дамм Цирил Сук 3–6, 6–1, 7–6(7–4)       | Марк Ноулз Деніел Нестор     | Михайло Южний Юнес Ель-Айнауї                                   | Роджер Федерер Фернандо Вісенте Фабріс Санторо Андреас Вінчігерра    |
| 6 січня           | Heineken Open Окленд, Нова Зеландія ATP International Series $380,000 – Тверде Одиночний розряд – Парний розряд                                     | Густаво Куертен 6–3, 7–5                       | Домінік Хрбати               | Фелікс Мантілья Маріано Сабалета                                | Їржі Новак Давид Феррер Гільєрмо Кор'я Штефан Коубек                 |
| 6 січня           | Heineken Open Окленд, Нова Зеландія ATP International Series $380,000 – Тверде Одиночний розряд – Парний розряд                                     | Девід Адамс Роббі Куніґ 7–6(7–5), 3–6, 6–3     | Томаш Цибулець Леош Фридль   | Фелікс Мантілья Маріано Сабалета                                | Їржі Новак Давид Феррер Гільєрмо Кор'я Штефан Коубек                 |
| 6 січня           | Adidas International Сідней, Австралія ATP International Series $380,000 – Тверде Одиночний розряд – Парний розряд                                  | Лі Хьон Тхек 4–6, 7–6(8–6), 7–6(7–4)           | Хуан Карлос Ферреро          | Вейн Феррейра Райнер Шуттлер                                    | Марат Сафін Франко Скілларі Марді Фіш Парадорн Шрічапхан             |
| 6 січня           | Adidas International Сідней, Австралія ATP International Series $380,000 – Тверде Одиночний розряд – Парний розряд                                  | Пол Генлі Натан Гілі 7–6(7–3), 6–4             | Магеш Бгупаті Джошуа Ігл     | Вейн Феррейра Райнер Шуттлер                                    | Марат Сафін Франко Скілларі Марді Фіш Парадорн Шрічапхан             |
| 13 січня 20 січня | Відкритий чемпіонат Австралії з тенісу Мельбурн, Австралія Grand Slam $10,591,690 – Тверде – 128S/64D/32XD Одиночний розряд – Парний розряд – Мікст | Андре Агассі 6–2, 6–2, 6–1                     | Райнер Шуттлер               | Енді Роддік Вейн Феррейра                                       | Юнес Ель-Айнауї Давід Налбандян Хуан Карлос Ферреро Себастьян Грожан |
| 13 січня 20 січня | Відкритий чемпіонат Австралії з тенісу Мельбурн, Австралія Grand Slam $10,591,690 – Тверде – 128S/64D/32XD Одиночний розряд – Парний розряд – Мікст | Мікаель Льодра Фабріс Санторо 6–4, 3–6, 6–3    | Марк Ноулз Деніел Нестор     | Енді Роддік Вейн Феррейра                                       | Юнес Ель-Айнауї Давід Налбандян Хуан Карлос Ферреро Себастьян Грожан |
| 13 січня 20 січня | Відкритий чемпіонат Австралії з тенісу Мельбурн, Австралія Grand Slam $10,591,690 – Тверде – 128S/64D/32XD Одиночний розряд – Парний розряд – Мікст | Леандер Паес Мартіна Навратілова 6–4, 7–5      | Тодд Вудбрідж Елені Даніліду | Енді Роддік Вейн Феррейра                                       | Юнес Ель-Айнауї Давід Налбандян Хуан Карлос Ферреро Себастьян Грожан |
| 27 січня          | 2003 Milan Open Мілан, Італія ATP International Series $380,000 – Килим (i) Одиночний розряд – Парний розряд                                        | Мартін Веркерк 6–4, 5–7, 7–5                   | Євген Кафельников            | Яркко Ніємінен Іван Любичич                                     | Ріхард Крайчек Йонас Бйоркман Жюльєн Варле Давіде Сангінетті         |
| 27 січня          | 2003 Milan Open Мілан, Італія ATP International Series $380,000 – Килим (i) Одиночний розряд – Парний розряд                                        | Петр Лукса Радек Штепанек 6–4, 7–6(7–4)        | Томаш Цибулець Павел Візнер  | Яркко Ніємінен Іван Любичич                                     | Ріхард Крайчек Йонас Бйоркман Жюльєн Варле Давіде Сангінетті         |

### Лютий
| Тиждень   | Турнір | Чемпіони | Фіналісти | Півфіналісти                    | Чвертьфіналісти                                                  |
| --------- | --- | --- | --- | ------------------------------- | ---------------------------------------------------------------- |
| 3 лютого  | Davis Cup by BNP Paribas First Round Бухарест, Румунія – Килим (i) Арнем, Нідерланди – Килим (i) Сідней, Австралія – Ґрунт (red) Гельсінгборг, Швеція – Килим (i) Загреб, Хорватія – Килим (i) Севілья, Іспанія – Ґрунт (red) Буенос-Айрес, Аргентина – Ґрунт (red) Острава, Чехія – Ґрунт (red) (i) | Переможці першого раунду Франція 4–1 · Швейцарія 3–2 · Австралія 4–1 · Швеція 3–2 · Хорватія 4–1 · Іспанія 5–0 · Аргентина 5–0 · Росія 3–2 | Переможені у першому раунді Румунія · Нідерланди · Велика Британія · Бразилія · Сполучені Штати Америки · Бельгія · Німеччина · Чехія |                                 |                                                                  |
| 10 лютого | Open 13 2003 Марсель, Франція ATP International Series $500,000 – Тверде (i) Одиночний розряд – Парний розряд | Роджер Федерер 6–2, 7–6(8–6) | Йонас Бйоркман | Кароль Кучера Ніколя Ескюде     | Рамон Слюйтер Олів'є Рохус Домінік Хрбати Родольф Кадар          |
| 10 лютого | Open 13 2003 Марсель, Франція ATP International Series $500,000 – Тверде (i) Одиночний розряд – Парний розряд | Себастьян Грожан Фабріс Санторо 6–1, 6–4                                                                                                   | Томаш Цибулець Павел Візнер | Кароль Кучера Ніколя Ескюде     | Рамон Слюйтер Олів'є Рохус Домінік Хрбати Родольф Кадар          |
| 10 лютого | 2003 Siebel Open Сан-Хосе, USA ATP International Series $380,000 – Тверде (i) Одиночний розряд – Парний розряд | Андре Агассі 6–3, 6–1 | Давіде Сангінетті | Джеймс Блейк Джастін Гімелстоб  | Володимир Волчков Микола Давиденко Вінс Спейдія Кеннет Карлсен   |
| 10 лютого | 2003 Siebel Open Сан-Хосе, USA ATP International Series $380,000 – Тверде (i) Одиночний розряд – Парний розряд | Лі Хьон Тхек Володимир Волчков 7–5, 4–6, 6–3                                                                                               | Пол Голдстейн Роберт Кендрік | Джеймс Блейк Джастін Гімелстоб  | Володимир Волчков Микола Давиденко Вінс Спейдія Кеннет Карлсен   |
| 10 лютого | 2003 Bell South Open Вінья-дель-Мар, Чилі ATP International Series $345,000 – Ґрунт Одиночний розряд – Парний розряд | Давід Санчес 1–6, 6–3, 6–3 | Марсело Ріос | Гастон Гаудіо Альберт Монтаньєс | Фелікс Мантілья Агустін Кальєрі Андреа Гауденці Їржі Ванек       |
| 10 лютого | 2003 Bell South Open Вінья-дель-Мар, Чилі ATP International Series $345,000 – Ґрунт Одиночний розряд – Парний розряд | Агустін Кальєрі Маріано Худ 6–3, 1–6, 6–4                                                                                                  | Франтішек Чермак Леош Фридль | Гастон Гаудіо Альберт Монтаньєс | Фелікс Мантілья Агустін Кальєрі Андреа Гауденці Їржі Ванек       |
| 17 лютого | Kroger St. Jude International Мемфіс, USA ATP International Series Gold $690,000 – Тверде (i) Одиночний розряд – Парний розряд | Тейлор Дент 6–1, 6–4 | Енді Роддік | Браян Вехели Вінс Спейдія       | Роббі Джінепрі Іраклій Лабадзе Володимир Волчков Марді Фіш       |
| 17 лютого | Kroger St. Jude International Мемфіс, USA ATP International Series Gold $690,000 – Тверде (i) Одиночний розряд – Парний розряд | Марк Ноулз Деніел Нестор 6–2, 7–6(7–3) | Боб Браян Майк Браян | Браян Вехели Вінс Спейдія       | Роббі Джінепрі Іраклій Лабадзе Володимир Волчков Марді Фіш       |
| 17 лютого | ABN AMRO World Tennis Tournament Роттердам, Нідерланди ATP International Series Gold $800,000 – Тверде (i) Одиночний розряд – Парний розряд | Максим Мирний 7–6(7–3), 6–4 | Рамон Слюйтер | Себастьян Грожан Роджер Федерер | Хуан Карлос Ферреро Ніколя Ескюде Євген Кафельников Шенг Схалкен |
| 17 лютого | ABN AMRO World Tennis Tournament Роттердам, Нідерланди ATP International Series Gold $800,000 – Тверде (i) Одиночний розряд – Парний розряд | Вейн Артурс Пол Генлі 7–6(7–3), 6–2 | Роджер Федерер Максим Мирний | Себастьян Грожан Роджер Федерер | Хуан Карлос Ферреро Ніколя Ескюде Євген Кафельников Шенг Схалкен |
| 17 лютого | 2003 Copa AT&T Буенос-Айрес, Аргентина ATP International Series $380,000 – Ґрунт Одиночний розряд – Парний розряд | Карлос Моя 6–3, 4–6, 6–4 | Гільєрмо Кор'я | Густаво Куертен Гастон Гаудіо   | Луїс Орна Фелікс Мантілья Хуан Ігнасіо Чела Давід Налбандян      |
| 17 лютого | 2003 Copa AT&T Буенос-Айрес, Аргентина ATP International Series $380,000 – Ґрунт Одиночний розряд – Парний розряд | Маріано Худ Себастьян Прієто 6–2, 6–2 | Лукас Арнольд Кер Давід Налбандян | Густаво Куертен Гастон Гаудіо   | Луїс Орна Фелікс Мантілья Хуан Ігнасіо Чела Давід Налбандян      |
| 24 лютого | Abierto Mexicano Telefonica Movistar Акапулько, Мексика ATP International Series Gold $690,000 – Ґрунт Одиночний розряд – Парний розряд | Агустін Кальєрі 7–5, 3–6, 6–3 | Маріано Сабалета | Фелікс Мантілья Густаво Куертен | Карлос Моя Марсело Ріос Фернандо Гонсалес Іван Міранда           |
| 24 лютого | Abierto Mexicano Telefonica Movistar Акапулько, Мексика ATP International Series Gold $690,000 – Ґрунт Одиночний розряд – Парний розряд | Марк Ноулз Деніел Нестор 6–3, 6–3 | Давид Феррер Фернандо Вісенте | Фелікс Мантілья Густаво Куертен | Карлос Моя Марсело Ріос Фернандо Гонсалес Іван Міранда           |
| 24 лютого | 2003 Dubai Tennis Open Дубай, Об'єднані Арабські Емірати ATP International Series Gold $1,000,000 – Тверде Одиночний розряд – Парний розряд | Роджер Федерер 6–1, 7–6(7–2) | Їржі Новак | Іван Любичич Томмі Робредо      | Хішам Аразі Райнер Шуттлер Шенг Схалкен Фелісіано Лопес          |
| 24 лютого | 2003 Dubai Tennis Open Дубай, Об'єднані Арабські Емірати ATP International Series Gold $1,000,000 – Тверде Одиночний розряд – Парний розряд | Леандер Паес Давід Рікл 6–3, 6–0 | Вейн Блек Кевін Ульєтт | Іван Любичич Томмі Робредо      | Хішам Аразі Райнер Шуттлер Шенг Схалкен Фелісіано Лопес          |
| 24 лютого | Copenhagen Open Копенгаген, Данія ATP International Series $380,000 – Тверде (i) Одиночний розряд – Парний розряд | Кароль Кучера 7–6(7–4), 6–4 | Олів'є Рохус | Радек Штепанек Вейн Артурс      | Томас Беренд Кароль Бек Мішель Кратохвіл Маґнус Норман           |
| 24 лютого | Copenhagen Open Копенгаген, Данія ATP International Series $380,000 – Тверде (i) Одиночний розряд – Парний розряд | Томаш Цибулець Павел Візнер 7–5, 5–7, 6–2                                                                                                  | Юліан Ноул Міхаель Кольманн | Радек Штепанек Вейн Артурс      | Томас Беренд Кароль Бек Мішель Кратохвіл Маґнус Норман           |

### Березень
| Тиждень               | Турнір | Чемпіони                                                                            | Фіналісти                                                      | Півфіналісти                     | Чвертьфіналісти                                               |
| --------------------- | --- | ----------------------------------------------------------------------------------- | -------------------------------------------------------------- | -------------------------------- | ------------------------------------------------------------- |
| 3 березня             | Delray Beach International Tennis Championships Делрей-Біч, USA ATP International Series $380,000 – Тверде Одиночний розряд – Парний розряд                           | Ян-Майкл Гембілл 6–0, 7–6(7–5)                                                      | Марді Фіш                                                      | Марсело Ріос Роберт Кендрік      | Альберто Мартін Лі Хьон Тхек Флавіо Саретта Володимир Волчков |
| 3 березня             | Delray Beach International Tennis Championships Делрей-Біч, USA ATP International Series $380,000 – Тверде Одиночний розряд – Парний розряд                           | Леандер Паес Ненад Зімоньїч 7–5, 3–6, 7–5                                           | Рамон Слюйтер Мартін Веркерк                                   | Марсело Ріос Роберт Кендрік      | Альберто Мартін Лі Хьон Тхек Флавіо Саретта Володимир Волчков |
| 3 березня             | Franklin Templeton Tennis Classic Скоттдейл, USA ATP International Series $380,000 – Тверде Одиночний розряд – Парний розряд                                          | Ллейтон Г'юїтт 6–4, 6–4                                                             | Марк Філіппуссіс                                               | Тейлор Дент Маріано Сабалета     | Алекс Корретха Давід Санчес Давід Налбандян Джеймс Блейк      |
| 3 березня             | Franklin Templeton Tennis Classic Скоттдейл, USA ATP International Series $380,000 – Тверде Одиночний розряд – Парний розряд                                          | Джеймс Блейк Марк Мерклейн 6–4, 6–7(2–7), 7–6(7–5)                                  | Ллейтон Г'юїтт Марк Філіппуссіс                                | Тейлор Дент Маріано Сабалета     | Алекс Корретха Давід Санчес Давід Налбандян Джеймс Блейк      |
| 10 березня            | Pacific Life Open Індіан-Веллс, USA Tennis Masters Series $2,450,000 – Тверде Одиночний розряд – Парний розряд                                                        | Ллейтон Г'юїтт 6–1, 6–1                                                             | Густаво Куертен                                                | Вінс Спейдія Райнер Шуттлер      | Роббі Джінепрі Браян Вехели Джеймс Блейк Енді Роддік          |
| 10 березня            | Pacific Life Open Індіан-Веллс, USA Tennis Masters Series $2,450,000 – Тверде Одиночний розряд – Парний розряд                                                        | Вейн Феррейра Євген Кафельников 3–6, 7–5, 6–4                                       | Боб Браян Майк Браян                                           | Вінс Спейдія Райнер Шуттлер      | Роббі Джінепрі Браян Вехели Джеймс Блейк Енді Роддік          |
| 17 березня 24 березня | NASDAQ-100 Open Кі-Біскейн, USA Tennis Masters Series $3,250,000 – Тверде Одиночний розряд – Парний розряд                                                            | Андре Агассі 6–3, 6–3                                                               | Карлос Моя                                                     | Парадорн Шрічапхан Альберт Коста | Роббі Джінепрі Тодд Мартін Роджер Федерер Юнес Ель-Айнауї     |
| 17 березня 24 березня | NASDAQ-100 Open Кі-Біскейн, USA Tennis Masters Series $3,250,000 – Тверде Одиночний розряд – Парний розряд                                                            | Роджер Федерер Максим Мирний 7–5, 6–3                                               | Леандер Паес Давід Рікл                                        | Парадорн Шрічапхан Альберт Коста | Роббі Джінепрі Тодд Мартін Роджер Федерер Юнес Ель-Айнауї     |
| 31 березня            | Davis Cup by BNP Paribas Quarterfinals Тулуза, Франція – Тверде (i) Мальме, Швеція – Тверде (i) Валенсія, Іспанія – Ґрунт (red) Буенос-Айрес, Аргентина – Ґрунт (red) | Переможці чвертьфіналів Швейцарія 3–2 · Австралія 5–0 · Іспанія 5–0 · Аргентина 5–0 | Переможені у чвертьфіналах Франція · Швеція · Хорватія · Росія |                                  |                                                               |

### Квітень
| Тиждень   | Турнір | Чемпіони                                         | Фіналісти                       | Півфіналісти                        | Чвертьфіналісти                                                 |
| --------- | --- | ------------------------------------------------ | ------------------------------- | ----------------------------------- | --------------------------------------------------------------- |
| 7 квітня  | Grand Prix Hassan II Касабланка, Марокко ATP International Series $400,000 – Ґрунт Одиночний розряд – Парний розряд         | Жюльєн Бутте 6–2, 2–6, 6–1                       | Юнес Ель-Айнауї                 | Хішам Аразі Домінік Хрбати          | Ніколас Массу Олів'є Мютіс Федеріко Бровне Флавіо Саретта       |
| 7 квітня  | Grand Prix Hassan II Касабланка, Марокко ATP International Series $400,000 – Ґрунт Одиночний розряд – Парний розряд         | Франтішек Чермак Леош Фридль 6–3, 7–5            | Девін Бовен Ешлі Фішер          | Хішам Аразі Домінік Хрбати          | Ніколас Массу Олів'є Мютіс Федеріко Бровне Флавіо Саретта       |
| 7 квітня  | Estoril Open Оейраш, Португалія ATP International Series $525,000 – Ґрунт Одиночний розряд – Парний розряд                  | Микола Давиденко 6–4, 6–3                        | Агустін Кальєрі                 | Томмі Робредо Максим Мирний         | Гало Бланко Фернандо Гонсалес Євген Кафельников Фелісіано Лопес |
| 7 квітня  | Estoril Open Оейраш, Португалія ATP International Series $525,000 – Ґрунт Одиночний розряд – Парний розряд                  | Магеш Бгупаті Максим Мирний 6–1, 6–2             | Лукас Арнольд Кер Маріано Худ   | Томмі Робредо Максим Мирний         | Гало Бланко Фернандо Гонсалес Євген Кафельников Фелісіано Лопес |
| 14 квітня | Monte Carlo Masters Рокбрюн-Кап-Мартен, Франція Tennis Masters Series $2,450,000 – Ґрунт Одиночний розряд – Парний розряд   | Хуан Карлос Ферреро 6–2, 6–2                     | Гільєрмо Кор'я                  | Вінс Спейдія Карлос Моя             | Альберто Мартін Філіппо Воландрі Хуан Ігнасіо Чела Жюльєн Бутте |
| 14 квітня | Monte Carlo Masters Рокбрюн-Кап-Мартен, Франція Tennis Masters Series $2,450,000 – Ґрунт Одиночний розряд – Парний розряд   | Магеш Бгупаті Максим Мирний 6–4, 3–6, 7–6(8–6)   | Мікаель Льодра Фабріс Санторо   | Вінс Спейдія Карлос Моя             | Альберто Мартін Філіппо Воландрі Хуан Ігнасіо Чела Жюльєн Бутте |
| 21 квітня | 2003 Open Seat Godo Барселона, Іспанія ATP International Series Gold $1,000,000 – Ґрунт Одиночний розряд – Парний розряд    | Карлос Моя 5–7, 6–2, 6–2, 3–0 ret.               | Марат Сафін                     | Хуан Карлос Ферреро Агустін Кальєрі | Густаво Куертен Гастон Гаудіо Томмі Робредо Микола Давиденко    |
| 21 квітня | 2003 Open Seat Godo Барселона, Іспанія ATP International Series Gold $1,000,000 – Ґрунт Одиночний розряд – Парний розряд    | Боб Браян Майк Браян 6–4, 6–3                    | Кріс Гаггард Роббі Куніґ        | Хуан Карлос Ферреро Агустін Кальєрі | Густаво Куертен Гастон Гаудіо Томмі Робредо Микола Давиденко    |
| 21 квітня | U.S. Men's Clay Court Championships Х'юстон, USA ATP International Series $400,000 – Ґрунт Одиночний розряд – Парний розряд | Андре Агассі 3–6, 6–3, 6–4                       | Енді Роддік                     | Юрген Мельцер Олів'є Мютіс          | Рікардо Мелло Марді Фіш Джеймс Блейк Фернандо Мелігені          |
| 21 квітня | U.S. Men's Clay Court Championships Х'юстон, USA ATP International Series $400,000 – Ґрунт Одиночний розряд – Парний розряд | Марк Ноулз Деніел Нестор 6–4, 6–3                | Ян-Майкл Гембілл Грейдон Олівер | Юрген Мельцер Олів'є Мютіс          | Рікардо Мелло Марді Фіш Джеймс Блейк Фернандо Мелігені          |
| 28 квітня | BMW Open Мюнхен, Німеччина ATP International Series $400,000 – Ґрунт Одиночний розряд – Парний розряд                       | Роджер Федерер 6–1, 6–4                          | Яркко Ніємінен                  | Штефан Коубек Євген Кафельников     | Михайло Южний Райнер Шуттлер Шенг Схалкен Радек Штепанек        |
| 28 квітня | BMW Open Мюнхен, Німеччина ATP International Series $400,000 – Ґрунт Одиночний розряд – Парний розряд                       | Вейн Блек Кевін Ульєтт 6–3, 7–5                  | Джошуа Ігл Джаред Палмер        | Штефан Коубек Євген Кафельников     | Михайло Южний Райнер Шуттлер Шенг Схалкен Радек Штепанек        |
| 28 квітня | 2003 CAM Open Comunidad Valenciana Валенсія ATP International Series $400,000 – Ґрунт Одиночний розряд – Парний розряд      | Хуан Карлос Ферреро 6–2, 6–4                     | Крістоф Рохус                   | Флавіо Саретта Фернандо Вісенте     | Агустін Кальєрі Гастон Гаудіо Ніколас Массу Саргис Саргсян      |
| 28 квітня | 2003 CAM Open Comunidad Valenciana Валенсія ATP International Series $400,000 – Ґрунт Одиночний розряд – Парний розряд      | Лукас Арнольд Кер Маріано Худ 6–1, 6–7(7–9), 6–4 | Браян Макфі Ненад Зімоньїч      | Флавіо Саретта Фернандо Вісенте     | Агустін Кальєрі Гастон Гаудіо Ніколас Массу Саргис Саргсян      |

### Травень
| Тиждень            | Турнір | Чемпіони                                         | Фіналісти                      | Півфіналісти                                                          | Чвертьфіналісти                                               |
| ------------------ | --- | ------------------------------------------------ | ------------------------------ | --------------------------------------------------------------------- | ------------------------------------------------------------- |
| 5 травня           | 2003 Telecom Italia Masters Rome, Італія Tennis Masters Series $2,450,000 – Ґрунт Одиночний розряд – Парний розряд                           | Фелікс Мантілья 7–5, 6–2, 7–6(10–8)              | Роджер Федерер                 | Євген Кафельников Хуан Карлос Ферреро                                 | Іван Любичич Мартін Веркерк Філіппо Воландрі Райнер Шуттлер   |
| 5 травня           | 2003 Telecom Italia Masters Rome, Італія Tennis Masters Series $2,450,000 – Ґрунт Одиночний розряд – Парний розряд                           | Вейн Артурс Пол Генлі 6–1, 6–3                   | Мікаель Льодра Фабріс Санторо  | Євген Кафельников Хуан Карлос Ферреро                                 | Іван Любичич Мартін Веркерк Філіппо Воландрі Райнер Шуттлер   |
| 12 травня          | Hamburg Masters Гамбург, Німеччина Tennis Masters Series $2,450,000 – Ґрунт Одиночний розряд – Парний розряд                                 | Гільєрмо Кор'я 6–3, 6–4, 6–4                     | Агустін Кальєрі                | Давід Налбандян Гастон Гаудіо                                         | Фернандо Гонсалес Вейн Феррейра Марк Філіппуссіс Олів'є Рохус |
| 12 травня          | Hamburg Masters Гамбург, Німеччина Tennis Masters Series $2,450,000 – Ґрунт Одиночний розряд – Парний розряд                                 | Марк Ноулз Деніел Нестор 6–4, 7–6(10)            | Магеш Бгупаті Максим Мирний    | Давід Налбандян Гастон Гаудіо                                         | Фернандо Гонсалес Вейн Феррейра Марк Філіппуссіс Олів'є Рохус |
| 19 травня          | ARAG World Team Cup Дюссельдорф, Німеччина World Team Cup $1,850,000 – Ґрунт                                                                 | Чилі · 2–1                                       | Чехія                          | Раунд Robin (Red Group) Австралія · Іспанія · Сполучені Штати Америки | Раунд Robin (Blue Group) Аргентина · Німеччина · Швеція       |
| 19 травня          | 2003 Internationaler Raiffeisen Grand Prix Санкт-Пельтен, Австрія ATP International Series $380,000 – Ґрунт Одиночний розряд – Парний розряд | Енді Роддік 6–3, 6–2                             | Микола Давиденко               | Давід Санчес Мартін Веркерк                                           | Ріхард Крайчек Маріо Анчич Флавіо Саретта Антоні Дюпюї        |
| 19 травня          | 2003 Internationaler Raiffeisen Grand Prix Санкт-Пельтен, Австрія ATP International Series $380,000 – Ґрунт Одиночний розряд – Парний розряд | Сімон Аспелін Массімо Бертоліні 6–4, 6–7(8), 6–3 | Саргис Саргсян Ненад Зімоньїч  | Давід Санчес Мартін Веркерк                                           | Ріхард Крайчек Маріо Анчич Флавіо Саретта Антоні Дюпюї        |
| 26 травня 2 червня | Відкритий чемпіонат Франції з тенісу Paris, Франція Grand Slam $7,202,717 – Ґрунт – 128S/64D/32XD Одиночний розряд – Парний розряд – Мікст   | Хуан Карлос Ферреро 6–1, 6–3, 6–2                | Мартін Веркерк                 | Альберт Коста Гільєрмо Кор'я                                          | Томмі Робредо Фернандо Гонсалес Карлос Моя Андре Агассі       |
| 26 травня 2 червня | Відкритий чемпіонат Франції з тенісу Paris, Франція Grand Slam $7,202,717 – Ґрунт – 128S/64D/32XD Одиночний розряд – Парний розряд – Мікст   | Боб Браян Майк Браян 7–6(7–3), 6–3               | Паул Гаргейс Євген Кафельников | Альберт Коста Гільєрмо Кор'я                                          | Томмі Робредо Фернандо Гонсалес Карлос Моя Андре Агассі       |
| 26 травня 2 червня | Відкритий чемпіонат Франції з тенісу Paris, Франція Grand Slam $7,202,717 – Ґрунт – 128S/64D/32XD Одиночний розряд – Парний розряд – Мікст   | Майк Браян Ліза Реймонд 6–3, 6–4                 | Магеш Бгупаті Олена Лиховцева  | Альберт Коста Гільєрмо Кор'я                                          | Томмі Робредо Фернандо Гонсалес Карлос Моя Андре Агассі       |

### Червень
| Тиждень             | Турнір | Чемпіони                                             | Фіналісти                    | Півфіналісти                 | Чвертьфіналісти                                           |
| ------------------- | --- | ---------------------------------------------------- | ---------------------------- | ---------------------------- | --------------------------------------------------------- |
| 9 червня            | Gerry Weber Open Галле, NRW, Німеччина ATP International Series $800,000 – Трава Одиночний розряд – Парний розряд                    | Роджер Федерер 6–1, 6–3                              | Ніколас Кіфер                | Михайло Южний Арно Клеман    | Юнес Ель-Айнауї Їржі Новак Кароль Кучера Радек Штепанек   |
| 9 червня            | Gerry Weber Open Галле, NRW, Німеччина ATP International Series $800,000 – Трава Одиночний розряд – Парний розряд                    | Йонас Бйоркман Тодд Вудбрідж 6–3, 6–4                | Мартін Дамм Цирил Сук        | Михайло Южний Арно Клеман    | Юнес Ель-Айнауї Їржі Новак Кароль Кучера Радек Штепанек   |
| 9 червня            | 2003 Stella Artois Championships Queen's Club, London, UK ATP International Series $800,000 – Трава Одиночний розряд – Парний розряд | Енді Роддік 6–3, 6–3                                 | Себастьян Грожан             | Тім Генман Андре Агассі      | Ллейтон Г'юїтт Антоні Дюпюї Тейлор Дент Ксав'є Малісс     |
| 9 червня            | 2003 Stella Artois Championships Queen's Club, London, UK ATP International Series $800,000 – Трава Одиночний розряд – Парний розряд | Марк Ноулз Деніел Нестор 5–7, 6–4, 7–6(7–3)          | Магеш Бгупаті Максим Мирний  | Тім Генман Андре Агассі      | Ллейтон Г'юїтт Антоні Дюпюї Тейлор Дент Ксав'є Малісс     |
| 16 червня           | Ordina Open Гертогенбос, Нідерланди ATP International Series $380,000 – Трава Одиночний розряд – Парний розряд                       | Шенг Схалкен 6–3, 6–4                                | Арно Клеман                  | Ян Вацек Рамон Слюйтер       | Їржі Новак Фернандо Вісенте Томмі Робредо Джон ван Лоттум |
| 16 червня           | Ordina Open Гертогенбос, Нідерланди ATP International Series $380,000 – Трава Одиночний розряд – Парний розряд                       | Мартін Дамм Цирил Сук 7–5, 7–6(7–4)                  | Доналд Джонсон Леандер Паес  | Ян Вацек Рамон Слюйтер       | Їржі Новак Фернандо Вісенте Томмі Робредо Джон ван Лоттум |
| 16 червня           | 2003 Samsung Open Ноттінгем, UK ATP International Series $380,000 – Трава Одиночний розряд – Парний розряд                           | Грег Руседскі 6–3, 6–2                               | Марді Фіш                    | Хішам Аразі Йонас Бйоркман   | Вейн Артурс Володимир Волчков Александер Попп Тейлор Дент |
| 16 червня           | 2003 Samsung Open Ноттінгем, UK ATP International Series $380,000 – Трава Одиночний розряд – Парний розряд                           | Боб Браян Майк Браян 7–6(7–3), 4–6, 7–6(7–4)         | Джошуа Ігл Джаред Палмер     | Хішам Аразі Йонас Бйоркман   | Вейн Артурс Володимир Волчков Александер Попп Тейлор Дент |
| 23 червня 30 червня | Вімблдонський турнір Вімблдон (Лондон), UK Grand Slam $7,229,233 – Трава – 128S/64D/64XD Одиночний розряд – Парний розряд – Мікст    | Роджер Федерер 7–6(7–5), 6–2, 7–6(7–3)               | Марк Філіппуссіс             | Енді Роддік Себастьян Грожан | Йонас Бйоркман Шенг Схалкен Тім Генман Александер Попп    |
| 23 червня 30 червня | Вімблдонський турнір Вімблдон (Лондон), UK Grand Slam $7,229,233 – Трава – 128S/64D/64XD Одиночний розряд – Парний розряд – Мікст    | Йонас Бйоркман Тодд Вудбрідж 3–6, 6–3, 7–6(7–4), 6–3 | Магеш Бгупаті Максим Мирний  | Енді Роддік Себастьян Грожан | Йонас Бйоркман Шенг Схалкен Тім Генман Александер Попп    |
| 23 червня 30 червня | Вімблдонський турнір Вімблдон (Лондон), UK Grand Slam $7,229,233 – Трава – 128S/64D/64XD Одиночний розряд – Парний розряд – Мікст    | Леандер Паес Мартіна Навратілова 6–3, 6–3            | Енді Рам Анастасія Родіонова | Енді Роддік Себастьян Грожан | Йонас Бйоркман Шенг Схалкен Тім Генман Александер Попп    |

### Липень
| Тиждень  | Турнір | Чемпіони                                                 | Фіналісти                      | Півфіналісти                      | Чвертьфіналісти                                                          |
| -------- | --- | -------------------------------------------------------- | ------------------------------ | --------------------------------- | ------------------------------------------------------------------------ |
| 7 липня  | 2003 Synsam Swedish Open Бостад, Швеція ATP International Series $380,000 – Ґрунт Одиночний розряд – Парний розряд                         | Маріано Сабалета 6–3, 6–4                                | Ніколас Лапентті               | Карлос Моя Томмі Робредо          | Йонас Бйоркман Михайло Южний Рафаель Надаль Філіппо Воландрі             |
| 7 липня  | 2003 Synsam Swedish Open Бостад, Швеція ATP International Series $380,000 – Ґрунт Одиночний розряд – Парний розряд                         | Сімон Аспелін Массімо Бертоліні 6–7(3–7), 6–0, 6–4       | Лукас Арнольд Кер Маріано Худ  | Карлос Моя Томмі Робредо          | Йонас Бйоркман Михайло Южний Рафаель Надаль Філіппо Воландрі             |
| 7 липня  | Allianz Suisse Open Gstaad Gstaad, Швейцарія ATP International Series $550,000 – Ґрунт Одиночний розряд – Парний розряд                    | Їржі Новак 5–7, 6–3, 6–3, 1–6, 6–3                       | Роджер Федерер                 | Гастон Гаудіо Радек Штепанек      | Давід Санчес Штефан Коубек Хуан Ігнасіо Чела Райнер Шуттлер              |
| 7 липня  | Allianz Suisse Open Gstaad Gstaad, Швейцарія ATP International Series $550,000 – Ґрунт Одиночний розряд – Парний розряд                    | Леандер Паес Давід Рікл 6–3, 6–3                         | Франтішек Чермак Леош Фридль   | Гастон Гаудіо Радек Штепанек      | Давід Санчес Штефан Коубек Хуан Ігнасіо Чела Райнер Шуттлер              |
| 7 липня  | 2003 Miller Lite Hall of Fame Tennis Championships Ньюпорт, USA ATP International Series $380,000 – Трава Одиночний розряд – Парний розряд | Роббі Джінепрі 6–4, 6–7(3–7), 6–1                        | Юрген Мельцер                  | Грегорі Карраз Боб Браян          | Джастін Гімелстоб Іван Міранда Сіріль Сольньє Джефф Салзенстейн          |
| 7 липня  | 2003 Miller Lite Hall of Fame Tennis Championships Ньюпорт, USA ATP International Series $380,000 – Трава Одиночний розряд – Парний розряд | Джордан Керр Девід Макферсон 7–6(7–4), 6–3               | Юліан Ноул Юрген Мельцер       | Грегорі Карраз Боб Браян          | Джастін Гімелстоб Іван Міранда Сіріль Сольньє Джефф Салзенстейн          |
| 14 липня | Mercedes Cup Штутгарт, Німеччина ATP International Series Gold $765,000 – Ґрунт Одиночний розряд – Парний розряд                           | Гільєрмо Кор'я 6–2, 6–2, 6–1                             | Томмі Робредо                  | Фернандо Гонсалес Фелісіано Лопес | Томас Беренд Філіппо Воландрі Райнер Шуттлер Михайло Южний               |
| 14 липня | Mercedes Cup Штутгарт, Німеччина ATP International Series Gold $765,000 – Ґрунт Одиночний розряд – Парний розряд                           | Томаш Цибулець Павел Візнер 3–6, 6–3, 6–4                | Євген Кафельников Кевін Ульєтт | Фернандо Гонсалес Фелісіано Лопес | Томас Беренд Філіппо Воландрі Райнер Шуттлер Михайло Южний               |
| 14 липня | 2003 Priority Telecom Dutch Open Амерсфорт, Нідерланди ATP International Series $380,000 – Ґрунт Одиночний розряд – Парний розряд          | Ніколас Массу 6–4, 7–6(7–3), 6–2                         | Рамон Слюйтер                  | Альберт Монтаньєс Луїс Орна       | Маркус Хіпфль Рубен Рамірес Ідальго Денніс ван Схеппінген Оскар Ернандес |
| 14 липня | 2003 Priority Telecom Dutch Open Амерсфорт, Нідерланди ATP International Series $380,000 – Ґрунт Одиночний розряд – Парний розряд          | Девін Бовен Ешлі Фішер 6–0, 6–4                          | Кріс Гаггард Андре Са          | Альберт Монтаньєс Луїс Орна       | Маркус Хіпфль Рубен Рамірес Ідальго Денніс ван Схеппінген Оскар Ернандес |
| 21 липня | 2003 Generali Open Кіцбюель, Австрія ATP International Series Gold $925,000 – Ґрунт Одиночний розряд – Парний розряд                       | Гільєрмо Кор'я 6–1, 6–4, 6–2                             | Ніколас Массу                  | Маріано Сабалета Фелісіано Лопес  | Хуан Карлос Ферреро Ніколас Лапентті Гастон Гаудіо Хуан Ігнасіо Чела     |
| 21 липня | 2003 Generali Open Кіцбюель, Австрія ATP International Series Gold $925,000 – Ґрунт Одиночний розряд – Парний розряд                       | Мартін Дамм Цирил Сук 6–4, 6–4                           | Юрген Мельцер Александер Пея   | Маріано Сабалета Фелісіано Лопес  | Хуан Карлос Ферреро Ніколас Лапентті Гастон Гаудіо Хуан Ігнасіо Чела     |
| 21 липня | RCA Championships Індіанаполіс, USA ATP International Series $600,000 – Тверде Одиночний розряд – Парний розряд                            | Енді Роддік 7–6(7–2), 6–4                                | Парадорн Шрічапхан             | Шенг Схалкен Ніколя Томанн        | Ксав'є Малісс Роббі Джінепрі Ніколас Кіфер Скотт Дрейпер                 |
| 21 липня | RCA Championships Індіанаполіс, USA ATP International Series $600,000 – Тверде Одиночний розряд – Парний розряд                            | Маріо Анчич Енді Рам 2–6, 7–6(7–3), 7–5                  | Дієґо Аяла Роббі Джінепрі      | Шенг Схалкен Ніколя Томанн        | Ксав'є Малісс Роббі Джінепрі Ніколас Кіфер Скотт Дрейпер                 |
| 21 липня | Croatia Open Умаг, Хорватія ATP International Series $400,000 – Ґрунт Одиночний розряд – Парний розряд                                     | Карлос Моя 6–4, 3–6, 7–5                                 | Філіппо Воландрі               | Рафаель Надаль Домінік Хрбати     | Давид Феррер Маґнус Норман Альберто Мартін Фернандо Гонсалес             |
| 21 липня | Croatia Open Умаг, Хорватія ATP International Series $400,000 – Ґрунт Одиночний розряд – Парний розряд                                     | Алекс Лопес Морон Рафаель Надаль 6–3, 6–1                | Тодд Перрі Сімада Томас        | Рафаель Надаль Домінік Хрбати     | Давид Феррер Маґнус Норман Альберто Мартін Фернандо Гонсалес             |
| 28 липня | Mercedes-Benz Cup Los Angeles, USA ATP International Series $380,000 – Тверде Одиночний розряд – Парний розряд                             | Вейн Феррейра 6–3, 4–6, 7–5                              | Ллейтон Г'юїтт                 | Ніколас Кіфер Марк Філіппуссіс    | Кеннет Карлсен Вінс Спейдія Густаво Куертен Себастьян Грожан             |
| 28 липня | Mercedes-Benz Cup Los Angeles, USA ATP International Series $380,000 – Тверде Одиночний розряд – Парний розряд                             | Ян-Майкл Гембілл Тревіс Перротт 6–4, 3–6, 7–5            | Джошуа Ігл Шенг Схалкен        | Ніколас Кіфер Марк Філіппуссіс    | Кеннет Карлсен Вінс Спейдія Густаво Куертен Себастьян Грожан             |
| 28 липня | Idea Prokom Open Сопот, Польща ATP International Series $500,000 – Ґрунт Одиночний розряд – Парний розряд                                  | Гільєрмо Кор'я 7–5, 6–1                                  | Давид Феррер                   | Луїс Орна Рубен Рамірес Ідальго   | Хуан Карлос Ферреро Олів'є Мютіс Андреас Вінчігерра Гало Бланко          |
| 28 липня | Idea Prokom Open Сопот, Польща ATP International Series $500,000 – Ґрунт Одиночний розряд – Парний розряд                                  | Маріуш Фирстенберг Марцин Матковський 6–4, 6–7(7–9), 6–3 | Франтішек Чермак Леош Фридль   | Луїс Орна Рубен Рамірес Ідальго   | Хуан Карлос Ферреро Олів'є Мютіс Андреас Вінчігерра Гало Бланко          |
| 28 липня | Legg Mason Tennis Classic Washington, D.C., USA ATP International Series $600,000 – Тверде Одиночний розряд – Парний розряд                | Тім Генман 6–3, 6–4                                      | Фернандо Гонсалес              | Андре Агассі Енді Роддік          | Джеймс Блейк Максим Мирний Парадорн Шрічапхан Марді Фіш                  |
| 28 липня | Legg Mason Tennis Classic Washington, D.C., USA ATP International Series $600,000 – Тверде Одиночний розряд – Парний розряд                | Євген Кафельников Саргис Саргсян 7–5, 4–6, 6–2           | Кріс Гаггард Пол Генлі         | Андре Агассі Енді Роддік          | Джеймс Блейк Максим Мирний Парадорн Шрічапхан Марді Фіш                  |

### Серпень
| Тиждень             | Турнір | Чемпіони                                        | Фіналісти                       | Півфіналісти                  | Півфіналісти                                                    | Чвертьфіналісти |
| ------------------- | --- | ----------------------------------------------- | ------------------------------- | ----------------------------- | --------------------------------------------------------------- | --------------- |
| 4 серпня            | Canada Masters and the Rogers AT&T Cup Монреаль, Канада Tennis Masters Series $2,450,000 – Тверде Одиночний розряд – Парний розряд     | Енді Роддік 6–1, 6–3                            | Давід Налбандян                 | Райнер Шуттлер Роджер Федерер | Андре Агассі Фелісіано Лопес Максим Мирний Кароль Кучера        |                 |
| 4 серпня            | Canada Masters and the Rogers AT&T Cup Монреаль, Канада Tennis Masters Series $2,450,000 – Тверде Одиночний розряд – Парний розряд     | Магеш Бгупаті Максим Мирний 6–3, 7–6(7–4)       | Йонас Бйоркман Тодд Вудбрідж    | Райнер Шуттлер Роджер Федерер | Андре Агассі Фелісіано Лопес Максим Мирний Кароль Кучера        |                 |
| 11 серпня           | 2003 Western & Southern Financial Group Masters Мейсон, USA Tennis Masters Series $2,450,000 – Тверде Одиночний розряд – Парний розряд | Енді Роддік 4–6, 7–6(7–3), 7–6(7–4)             | Марді Фіш                       | Максим Мирний Райнер Шуттлер  | Гільєрмо Кор'я Маріано Сабалета Давід Налбандян Роббі Джінепрі  |                 |
| 11 серпня           | 2003 Western & Southern Financial Group Masters Мейсон, USA Tennis Masters Series $2,450,000 – Тверде Одиночний розряд – Парний розряд | Боб Браян Майк Браян 7–5, 7–6(7–5)              | Вейн Артурс Пол Генлі           | Максим Мирний Райнер Шуттлер  | Гільєрмо Кор'я Маріано Сабалета Давід Налбандян Роббі Джінепрі  |                 |
| 18 серпня           | TD Waterhouse Cup Лонг-Айленд, USA ATP International Series $380,000 – Тверде Одиночний розряд – Парний розряд                         | Парадорн Шрічапхан 6–2, 6–4                     | Джеймс Блейк                    | Ніколас Кіфер Юнес Ель-Айнауї | Джефф Моррісон Хуан Ігнасіо Чела Яркко Ніємінен Густаво Куертен |                 |
| 18 серпня           | TD Waterhouse Cup Лонг-Айленд, USA ATP International Series $380,000 – Тверде Одиночний розряд – Парний розряд                         | Роббі Куніґ Мартін Родрігес 6–3, 7–6(7–4)       | Мартін Дамм Цирил Сук           | Ніколас Кіфер Юнес Ель-Айнауї | Джефф Моррісон Хуан Ігнасіо Чела Яркко Ніємінен Густаво Куертен |                 |
| 25 серпня 1 вересня | 2003 US Open Flushing, Нью-Йорк, США Grand Slam $7,129,000 – Тверде – 128S/64D/32XD Одиночний розряд – Парний розряд – Мікст           | Енді Роддік 6–3, 7–6(7–2), 6–3                  | Хуан Карлос Ферреро             | Андре Агассі Давід Налбандян  | Гільєрмо Кор'я Ллейтон Г'юїтт Шенг Схалкен Юнес Ель-Айнауї      |                 |
| 25 серпня 1 вересня | 2003 US Open Flushing, Нью-Йорк, США Grand Slam $7,129,000 – Тверде – 128S/64D/32XD Одиночний розряд – Парний розряд – Мікст           | Йонас Бйоркман Тодд Вудбрідж 5–7, 6–0, 7–5      | Боб Браян Майк Браян            | Андре Агассі Давід Налбандян  | Гільєрмо Кор'я Ллейтон Г'юїтт Шенг Схалкен Юнес Ель-Айнауї      |                 |
| 25 серпня 1 вересня | 2003 US Open Flushing, Нью-Йорк, США Grand Slam $7,129,000 – Тверде – 128S/64D/32XD Одиночний розряд – Парний розряд – Мікст           | Боб Браян Катарина Среботнік 5–7, 7–5, 7–6(7–5) | Деніел Нестор Ліна Красноруцька | Андре Агассі Давід Налбандян  | Гільєрмо Кор'я Ллейтон Г'юїтт Шенг Схалкен Юнес Ель-Айнауї      |                 |

### Вересень
| Тиждень    | Турнір | Чемпіони                                                | Фіналісти                              | Півфіналісти                      | Чвертьфіналісти                                                  |
| ---------- | --- | ------------------------------------------------------- | -------------------------------------- | --------------------------------- | ---------------------------------------------------------------- |
| 8 вересня  | BCR Open Romania Бухарест, Румунія ATP International Series $380,000 – Ґрунт Одиночний розряд – Парний розряд                          | Давід Санчес 6–2, 6–2                                   | Ніколас Массу                          | Хосе Акасусо Резван Сабиу         | Джон ван Лоттум Поль-Анрі Матьє Саргис Саргсян Віктор Генеску    |
| 8 вересня  | BCR Open Romania Бухарест, Румунія ATP International Series $380,000 – Ґрунт Одиночний розряд – Парний розряд                          | Карстен Браш Саргис Саргсян 7–6(9–7), 6–2               | Сімон Аспелін Джефф Кутзе              | Хосе Акасусо Резван Сабиу         | Джон ван Лоттум Поль-Анрі Матьє Саргис Саргсян Віктор Генеску    |
| 8 вересня  | Brasil Open Баїя, Бразилія ATP International Series $380,000 – Тверде Одиночний розряд – Парний розряд                                 | Шенг Схалкен 6–2, 6–4                                   | Райнер Шуттлер                         | Густаво Куертен Гастон Етліс      | Рамон Дельгадо Рікардо Мелло Кеннет Карлсен Вінс Спейдія         |
| 8 вересня  | Brasil Open Баїя, Бразилія ATP International Series $380,000 – Тверде Одиночний розряд – Парний розряд                                 | Тодд Перрі Сімада Томас 6–2, 6–4                        | Скотт Гамфріс Марк Мерклейн            | Густаво Куертен Гастон Етліс      | Рамон Дельгадо Рікардо Мелло Кеннет Карлсен Вінс Спейдія         |
| 15 вересня | Davis Cup by BNP Paribas Semifinals Мельбурн, Австралія – Тверде Малага, Іспанія – Ґрунт                                               | Semifinal winners Австралія 3–2 · Іспанія 3–2           | Semifinal losers Швейцарія · Аргентина |                                   |                                                                  |
| 22 вересня | 2003 Thailand Open Бангкок, Таїланд ATP International Series $550,000 – Тверде Одиночний розряд – Парний розряд                        | Тейлор Дент 6–3, 7–6(7–5)                               | Хуан Карлос Ферреро                    | Іван Любичич Яркко Ніємінен       | Грегорі Карраз Парадорн Шрічапхан Карлос Моя Ніколя Томанн       |
| 22 вересня | 2003 Thailand Open Бангкок, Таїланд ATP International Series $550,000 – Тверде Одиночний розряд – Парний розряд                        | Джонатан Ерліх Енді Рам 6–3, 7–6(7–4)                   | Ендрю Кратцманн Яркко Ніємінен         | Іван Любичич Яркко Ніємінен       | Грегорі Карраз Парадорн Шрічапхан Карлос Моя Ніколя Томанн       |
| 22 вересня | Campionati Internazionali di Sicilia Палермо, Італія ATP International Series $380,000 – Ґрунт Одиночний розряд – Парний розряд        | Ніколас Массу 1–6, 6–2, 7–6(0)                          | Поль-Анрі Матьє                        | Луїс Орна Альберто Мартін         | Альберт Монтаньєс Оскар Ернандес Франко Скілларі Дієґо Веронельї |
| 22 вересня | Campionati Internazionali di Sicilia Палермо, Італія ATP International Series $380,000 – Ґрунт Одиночний розряд – Парний розряд        | Лукас Арнольд Кер Маріано Худ 7–6(8–6), 6–7(3–7), 6–3   | Франтішек Чермак Леош Фридль           | Луїс Орна Альберто Мартін         | Альберт Монтаньєс Оскар Ернандес Франко Скілларі Дієґо Веронельї |
| 22 вересня | 2003 Heineken Open Shanghai Шанхай, КНР ATP International Series $380,000 – Тверде Одиночний розряд – Парний розряд                    | Марк Філіппуссіс 6–2, 6–1                               | Їржі Новак                             | Вейн Артурс Робін Содерлінг       | Маґнус Норман Іво Карлович Гільєрмо Каньяс Скотт Дрейпер         |
| 22 вересня | 2003 Heineken Open Shanghai Шанхай, КНР ATP International Series $380,000 – Тверде Одиночний розряд – Парний розряд                    | Вейн Артурс Пол Генлі 6–2, 6–4                          | Цзен Шаосюань Чжу Беньцян              | Вейн Артурс Робін Содерлінг       | Маґнус Норман Іво Карлович Гільєрмо Каньяс Скотт Дрейпер         |
| 29 вересня | Відкритий чемпіонат Японії з тенісу AIG Tokyo, Японія ATP International Series Gold $690,000 – Тверде Одиночний розряд – Парний розряд | Райнер Шуттлер 7–6(7–5), 6–2                            | Себастьян Грожан                       | Сіріль Сольньє Парадорн Шрічапхан | Скотт Дрейпер Марк Філіппуссіс Лі Хьон Тхек Ян-Майкл Гембілл     |
| 29 вересня | Відкритий чемпіонат Японії з тенісу AIG Tokyo, Японія ATP International Series Gold $690,000 – Тверде Одиночний розряд – Парний розряд | Джастін Гімелстоб Ніколас Кіфер 6–7(6–8), 6–3, 7–6(7–4) | Скотт Гамфріс Марк Мерклейн            | Сіріль Сольньє Парадорн Шрічапхан | Скотт Дрейпер Марк Філіппуссіс Лі Хьон Тхек Ян-Майкл Гембілл     |
| 29 вересня | Open de Moselle Мец, Франція ATP International Series $380,000 – Тверде (i) Одиночний розряд – Парний розряд                           | Арно Клеман 6–3, 1–6, 6–3                               | Фернандо Гонсалес                      | Андрей Павел Фабріс Санторо       | Томмі Робредо Давид Феррер Філіпп Пецшнер Александер Попп        |
| 29 вересня | Open de Moselle Мец, Франція ATP International Series $380,000 – Тверде (i) Одиночний розряд – Парний розряд                           | Жульєн Беннето Ніколя Маю 7–6(7–2), 6–3                 | Мікаель Льодра Фабріс Санторо          | Андрей Павел Фабріс Санторо       | Томмі Робредо Давид Феррер Філіпп Пецшнер Александер Попп        |
| 29 вересня | Кубок Кремля Moscow, Росія ATP International Series $1,000,000 – Килим (i) Одиночний розряд – Парний розряд                            | Тейлор Дент 7–6(7–5), 6–4                               | Саргис Саргсян                         | Поль-Анрі Матьє Вінс Спейдія      | Ігор Андрєєв Марк Россе Штефан Коубек Агустін Кальєрі            |
| 29 вересня | Кубок Кремля Moscow, Росія ATP International Series $1,000,000 – Килим (i) Одиночний розряд – Парний розряд                            | Магеш Бгупаті Максим Мирний 6–3, 7–5                    | Вейн Блек Кевін Ульєтт                 | Поль-Анрі Матьє Вінс Спейдія      | Ігор Андрєєв Марк Россе Штефан Коубек Агустін Кальєрі            |

### Жовтень
| Тиждень   | Турнір | Чемпіони                                  | Фіналісти                       | Півфіналісти                     | Чвертьфіналісти                                                       |
| --------- | --- | ----------------------------------------- | ------------------------------- | -------------------------------- | --------------------------------------------------------------------- |
| 6 жовтня  | 2003 CA Tennis Trophy Відень, Австрія ATP International Series Gold $765,000 – Тверде (i) Одиночний розряд – Парний розряд  | Роджер Федерер 6–3, 6–3, 6–3              | Карлос Моя                      | Максим Мирний Тім Генман         | Яркко Ніємінен Фелісіано Лопес Йонас Бйоркман Ніколас Кіфер           |
| 6 жовтня  | 2003 CA Tennis Trophy Відень, Австрія ATP International Series Gold $765,000 – Тверде (i) Одиночний розряд – Парний розряд  | Їв Аллегро Роджер Федерер 7–6(9–7), 7–5   | Магеш Бгупаті Максим Мирний     | Максим Мирний Тім Генман         | Яркко Ніємінен Фелісіано Лопес Йонас Бйоркман Ніколас Кіфер           |
| 6 жовтня  | Grand Prix de Tennis de Lyon Ліон, Франція ATP International Series $800,000 – Килим (i) Одиночний розряд – Парний розряд   | Райнер Шуттлер 7–5, 6–3                   | Арно Клеман                     | Михайло Южний Парадорн Шрічапхан | Ксав'є Малісс Роббі Джінепрі Фабріс Санторо Хішам Аразі               |
| 6 жовтня  | Grand Prix de Tennis de Lyon Ліон, Франція ATP International Series $800,000 – Килим (i) Одиночний розряд – Парний розряд   | Джонатан Ерліх Енді Рам 6–1, 6–3          | Жульєн Беннето Ніколя Маю       | Михайло Южний Парадорн Шрічапхан | Ксав'є Малісс Роббі Джінепрі Фабріс Санторо Хішам Аразі               |
| 13 жовтня | Madrid Masters Мадрид, Іспанія Tennis Masters Series $2,450,000 – Тверде (i) Одиночний розряд – Парний розряд               | Хуан Карлос Ферреро 6–3, 6–4, 6–3         | Ніколас Массу                   | Роджер Федерер Юнес Ель-Айнауї   | Парадорн Шрічапхан Фелісіано Лопес Себастьян Грожан Хуан Ігнасіо Чела |
| 13 жовтня | Madrid Masters Мадрид, Іспанія Tennis Masters Series $2,450,000 – Тверде (i) Одиночний розряд – Парний розряд               | Магеш Бгупаті Максим Мирний 6–2, 2–6, 6–3 | Вейн Блек Кевін Ульєтт          | Роджер Федерер Юнес Ель-Айнауї   | Парадорн Шрічапхан Фелісіано Лопес Себастьян Грожан Хуан Ігнасіо Чела |
| 20 жовтня | Davidoff Swiss Indoors Базель, Швейцарія ATP International Series $1,000,000 – Килим (i) Одиночний розряд – Парний розряд   | Гільєрмо Кор'я W/O                        | Давід Налбандян                 | Енді Роддік Іван Любичич         | Олів'є Рохус Тім Генман Фелісіано Лопес Ніколас Лапентті              |
| 20 жовтня | Davidoff Swiss Indoors Базель, Швейцарія ATP International Series $1,000,000 – Килим (i) Одиночний розряд – Парний розряд   | Марк Ноулз Деніел Нестор 6–4, 6–2         | Лукас Арнольд Кер Маріано Худ   | Енді Роддік Іван Любичич         | Олів'є Рохус Тім Генман Фелісіано Лопес Ніколас Лапентті              |
| 20 жовтня | St. Petersburg Open Санкт-Петербург, Росія ATP International Series $1,000,000 – Килим (i) Одиночний розряд – Парний розряд | Густаво Куертен 6–4, 6–3                  | Саргис Саргсян                  | Райнер Шуттлер Алекс Корретха    | Михайло Южний Ларс Бургсмюллер Вінс Спейдія Себастьян Грожан          |
| 20 жовтня | St. Petersburg Open Санкт-Петербург, Росія ATP International Series $1,000,000 – Килим (i) Одиночний розряд – Парний розряд | Юліан Ноул Ненад Зімоньїч 7–6(7–1), 6–3   | Міхаель Кольманн Райнер Шуттлер | Райнер Шуттлер Алекс Корретха    | Михайло Южний Ларс Бургсмюллер Вінс Спейдія Себастьян Грожан          |
| 20 жовтня | If Stockholm Open Стокгольм, Швеція ATP International Series $650,000 – Тверде (i) Одиночний розряд – Парний розряд         | Марді Фіш 7–5, 3–6, 7–6(7–4)              | Робін Содерлінг                 | Давіде Сангінетті Томас Енквіст  | Йонас Бйоркман Йоахім Йоханссон Маріо Анчич Роббі Джінепрі            |
| 20 жовтня | If Stockholm Open Стокгольм, Швеція ATP International Series $650,000 – Тверде (i) Одиночний розряд – Парний розряд         | Йонас Бйоркман Тодд Вудбрідж 6–3, 6–4     | Вейн Артурс Пол Генлі           | Давіде Сангінетті Томас Енквіст  | Йонас Бйоркман Йоахім Йоханссон Маріо Анчич Роббі Джінепрі            |
| 27 жовтня | 2003 BNP Paribas Masters Paris, Франція Tennis Masters Series $2,450,000 – Килим (i) Одиночний розряд – Парний розряд       | Тім Генман 6–2, 7–6(8–6), 7–6(7–2)        | Андрей Павел                    | Їржі Новак Енді Роддік           | Хішам Аразі Райнер Шуттлер Роджер Федерер Йонас Бйоркман              |
| 27 жовтня | 2003 BNP Paribas Masters Paris, Франція Tennis Masters Series $2,450,000 – Килим (i) Одиночний розряд – Парний розряд       | Вейн Артурс Пол Генлі 6–3, 1–6, 6–3       | Мікаель Льодра Фабріс Санторо   | Їржі Новак Енді Роддік           | Хішам Аразі Райнер Шуттлер Роджер Федерер Йонас Бйоркман              |

### Листопад
| Тиждень      | Турнір                                                                                                  | Чемпіони                                               | Фіналісти                     | Півфіналісти               | Чвертьфіналісти                                               |
| ------------ | --- | ------------------------------------------------------ | ----------------------------- | -------------------------- | ------------------------------------------------------------- |
| 10 листопада | Tennis Masters Cup Х'юстон, USA Tennis Masters Cup $4,450,000 – Тверде Одиночний розряд – Парний розряд | Роджер Федерер 6–3, 6–0, 6–4                           | Андре Агассі                  | Райнер Шуттлер Енді Роддік | Гільєрмо Кор'я Карлос Моя Давід Налбандян Хуан Карлос Ферреро |
| 10 листопада | Tennis Masters Cup Х'юстон, USA Tennis Masters Cup $4,450,000 – Тверде Одиночний розряд – Парний розряд | Боб Браян Майк Браян 6–7(6–8), 6–3, 3–6, 7–6(7–3), 6–4 | Мікаель Льодра Фабріс Санторо | Райнер Шуттлер Енді Роддік | Гільєрмо Кор'я Карлос Моя Давід Налбандян Хуан Карлос Ферреро |
| 24 листопада | Davis Cup by BNP Paribas Final Мельбурн, Австралія – Трава                                              | Австралія 3–1                                          | Іспанія                       |                            |                                                               |

## Статистична інформація

### Рейтинги одиночного розряду
| 30 грудня 2002 | 30 грудня 2002        | 30 грудня 2002  | 30 грудня 2002 |
| Ранг           | Тенісист              | Країна          | Пункти         |
| -------------- | --------------------- | --------------- | -------------- |
| 1              | Ллейтон Г'юїтт        | Австралія       | 4,485          |
| 2              | Андре Агассі          | USA             | 3,395          |
| 3              | Марат Сафін           | Росія           | 2,845          |
| 4              | Хуан Карлос Ферреро   | Іспанія         | 2,740          |
| 5              | Карлос Моя            | Іспанія         | 2,630          |
| 6              | Роджер Федерер        | Швейцарія       | 2,590          |
| 7              | Їржі Новак (тенісист) | Чехія           | 2,335          |
| 8              | Тім Генман            | Велика Британія | 2,215          |
| 9              | Альберт Коста         | Іспанія         | 2,070          |
| 10             | Енді Роддік           | USA             | 2,045          |
| 11             | Томмі Гаас            | Німеччина       | 2,020          |
| 12             | Давід Налбандян       | Аргентина       | 1,775          |
| 13             | Піт Сампрас           | USA             | 1,735          |
| 14             | Томас Юганссон        | Швеція          | 1,725          |
| 15             | Гільєрмо Каньяс       | Аргентина       | 1,725          |
| 16             | Парадорн Шрічапхан    | Таїланд         | 1,646          |
| 17             | Себастьян Грожан      | Франція         | 1,640          |
| 18             | Фернандо Гонсалес     | Чилі            | 1,636          |
| 19             | Алекс Корретха        | Іспанія         | 1,555          |
| 20             | Шенг Схалкен          | Нідерланди      | 1,525          |

| Рейтинг на кінець 2003 | Рейтинг на кінець 2003 | Рейтинг на кінець 2003 | Рейтинг на кінець 2003 | Рейтинг на кінець 2003 | Рейтинг на кінець 2003 | Рейтинг на кінець 2003 |
| Ранг                   | Тенісист               | Країна                 | Пункти                 | Від                    | До                     | Зміна                  |
| ---------------------- | ---------------------- | ---------------------- | ---------------------- | ---------------------- | ---------------------- | ---------------------- |
| 1                      | Енді Роддік            | USA                    | 4,535                  | 1                      | 10                     | ▲ 9                    |
| 2                      | Роджер Федерер         | Швейцарія              | 4,375                  | 2                      | 6                      | ▲ 4                    |
| 3                      | Хуан Карлос Ферреро    | Іспанія                | 4,205                  | 1                      | 4                      | ▲ 1                    |
| 4                      | Андре Агассі           | USA                    | 3,425                  | 1                      | 5                      | ▼ 2                    |
| 5                      | Гільєрмо Кор'я         | Аргентина              | 3,330                  | 4                      | 45                     | ▲ 40                   |
| 6                      | Райнер Шуттлер         | Німеччина              | 3,205                  | 6                      | 38                     | ▲ 27                   |
| 7                      | Карлос Моя             | Іспанія                | 2,280                  | 4                      | 7                      | ▼ 2                    |
| 8                      | Давід Налбандян        | Аргентина              | 2,060                  | 8                      | 21                     | ▲ 4                    |
| 9                      | Марк Філіппуссіс       | Австралія              | 1,615                  | 9                      | 104                    | ▲ 71                   |
| 10                     | Себастьян Грожан       | Франція                | 1,610                  | 9                      | 20                     | ▲ 7                    |
| 11                     | Парадорн Шрічапхан     | Таїланд                | 1,595                  | 9                      | 16                     | ▲ 5                    |
| 12                     | Ніколас Массу          | Чилі                   | 1,559                  | 12                     | 105                    | ▲ 44                   |
| 13                     | Їржі Новак (тенісист)  | Чехія                  | 1,510                  | 7                      | 18                     | ▼ 6                    |
| 14                     | Юнес Ель-Айнауї        | Марокко                | 1,480                  | 14                     | 26                     | ▲ 8                    |
| 15                     | Тім Генман             | Велика Британія        | 1,480                  | 8                      | 40                     | ▼ 7                    |
| 16                     | Густаво Куертен        | Бразилія               | 1,470                  | 13                     | 37                     | ▲ 21                   |
| 17                     | Ллейтон Г'юїтт         | Австралія              | 1,450                  | 1                      | 18                     | ▼ 16                   |
| 18                     | Шенг Схалкен           | Нідерланди             | 1,445                  | 11                     | 20                     | ▲ 2                    |
| 19                     | Мартін Веркерк         | Нідерланди             | 1,425                  | 14                     | 90                     | ▲ 67                   |
| 20                     | Марді Фіш              | USA                    | 1,300                  | 19                     | 84                     | ▲ 64                   |

## Завершили кар'єру
- Майкл Чанг (нар. 22 лютого 1972)
- Франсіско Клавет (нар. 24 жовтня 196)
- Фернандо Мелігені (нар. 12 квітня 1971)
- Андреа Гауденці (нар. 30 липня 1973)
- Паул Гаргейс (нар. 19 лютого 1966)
- Євген Кафельников (нар. 18 лютого 1974)
- Ріхард Крайчек (нар. 6 грудня 1971)
- Алекс О'Браєн (нар. 7 березня 1970)
- Сендон Столл (нар. 13 липня 1970)
- Даніель Вацек (нар. 1 квітня 1971)
- Адріан Войня (нар. 6 серпня 1974)